# Dietmar Samulski
Dietmar Samulski (* 7. Februar 1950 in Gummersbach; † 1. Dezember 2012 in Belo Horizonte) war ein deutscher Sportpsychologe.

## Leben
Samulski schloss 1974 sein Studium an der Deutschen Sporthochschule Köln als Diplom-Sportlehrer ab, 1977 erlangte er an der Universität Bonn einen Hochschulabschluss im Fach Psychologie. Zwischen 1972 und 1977 war er an der Sporthochschule in Köln zunächst als studentische Hilfskraft, dann als wissenschaftlicher Hilfskraft tätig. Am 1. Oktober 1977 trat er im kolumbianischen Cali im Rahmen eines Entwicklungsprojektes der Gesellschaft für technische Zusammenarbeit eine Stelle als Sportpädagoge an. 1982 kehrte er an die Sporthochschule nach Köln zurück und wurde wissenschaftlicher Mitarbeiter am Psychologischen Institut. 1985 legte Samulski seine Arbeit (Titel: „Selbstmotivierung im Sportunterricht – Analyse von Selbstmotivierungsprozessen auf der Grundlage motivationstheoretischer Konzepte, relevanter Interventionsprogramme und einer Interviewstudie mit Schülern und Sportlehrern“) zur Erlangung des Doktorgrades im Fach Sportwissenschaft vor.
1987 ging Samulski ins brasilianische Belo Horizonte und trat eine Gastprofessur an der Universidade Federal de Minas Gerais an. Von 1998 bis 2002 leitete er an der Hochschule sportpsychologische Labor und von 2006 bis 2008 das Zentrum für sportliche Exzellenz. 2010 übernahm Samulski an der Universidade Federal de Minas Gerais die Professur für Sportpsychologie. Von 2002 bis 2006 war er Vorsitzender der brasilianischen Vereinigung für Sportpsychologie und von 2006 bis 2011 Präsident des südamerikanischen Verbandes für Sportpsychologie. Aus gesundheitlichen Gründen schied er zum 1. August 2011 aus dem Hochschuldienst aus.
Seine Forschungsschwerpunkte lagen in der psychologischen Trainings- und Wettkampfbegleitung, im Schulsport sowie im Spitzensport. Er beschäftigte sich mit Fragen des mentalen Trainings, den Aspekten Übertraining, Motivation, Kommunikation und Stress.
Samulski veröffentlichte wissenschaftliche Beiträge auf Deutsch, Englisch, Spanisch und Portugiesisch, sein Buch „Psicologia do esporte: conceitos e novas perspectivas“ gilt in Brasilien als Standardwerk der Sportpsychologie.
Als Sportpsychologe betreute er im Spitzensport zahlreiche Mannschaften und Einzelathleten, darunter 1993 und 1994 Brasiliens Damen-Volleynationalmannschaft, 1997 die weibliche Handballnationalmannschaft Brasiliens und 1996 die Fußballmannschaft Cruzeiro Belo Horizonte. Bei mehreren Weltsportereignissen, darunter die Olympischen Sommerspiele 2004 sowie die Paralympischen Spiele 2000, 2004 und 2008 zählte Samulski als Sportpsychologe zur brasilianischen Delegation.